# 王祿朋
王禄朋（?—?），字翼飞，号秋坪，直隸天津人。清朝官員。
乾隆三十四年（1769年）己丑科二甲进士。歷官兖州府知府。官至雲南迤東道。
工书，書法为翁方綱欣賞。